# Степнинское сельское поселение (Омская область)
Степнинское се́льское поселе́ние — муниципальное образование в Марьяновском районе Омской области Российской Федерации.
Административный центр — село Степное.

## История
Статус и границы сельского поселения установлены Законом Омской области от 30 июля 2004 года № 548-ОЗ «О границах и статусе муниципальных образований Омской области».

## Население
| 2010  | 2011  | 2012  | 2013 | 2014  | 2015  | 2016  |
| ----- | ----- | ----- | ---- | ----- | ----- | ----- |
| 1026  | ↘1024 | ↘1006 | ↘967 | ↘944  | ↗980  | ↗1003 |
| 2017  | 2018  | 2019  | 2020 | 2021  | 2023  |       |
| ↘1001 | ↗1009 | ↘983  | ↘979 | ↗1154 | ↘1144 |       |

## Состав сельского поселения
| № | Населённый пункт | Тип населённого пункта       | Население |
| - | ---------------- | ---------------------------- | --------- |
| 1 | Малая Степнинка  | деревня                      | ↗225      |
| 2 | Новое Поле       | деревня                      | ↘3        |
| 3 | Степное          | село, административный центр | 798       |